# Khalid Al Qassimi
Sheikh Khalid bin Faisal bin Sultan Al Qassimi (18 de febrero de 1972, Abu Dhabi) es un piloto de rally de los Emiratos Árabes Unidos que actualmente compite en el Campeonato Mundial de Rally. Fue campeón del Campeonato de Rally de Oriente Medio en 2004.

## Resultados

### Rally Dakar
| Año     | Categoría | Vehículo | Posición | Etapas |
| ------- | --------- | -------- | -------- | ------ |
| 2017    | Coches    | Peugeot  | Ret.     | -      |
| 2018    | Coches    | Peugeot  | 6.º      | -      |
| 2020    | Coches    | Peugeot  | Ret.     | -      |
| 2021    | Coches    | Peugeot  | 7.º      | -      |
| 2022    | Coches    | Peugeot  | 42.º     | -      |
| 2023    | Coches    | MINI     | 16.º     | -      |
| Fuente: |           |          |          |        |

### Campeonato Mundial de Rally
| Año         | Equipo                             | Automóvil              | 1      | 2       | 3      | 4     | 5      | 6       | 7       | 8       | 9      | 10      | 11     | 12     | 13     | 14  | 15     | 16      | Posi. | Puntos |
| ----------- | ---------------------------------- | ---------------------- | ------ | ------- | ------ | ----- | ------ | ------- | ------- | ------- | ------ | ------- | ------ | ------ | ------ | --- | ------ | ------- | ----- | ------ |
| 2004        | Khalid Al Qassimi                  | Subaru Impreza WRX STi | MON    | SWE     | MEX    | NZL   | CHI    | GRC 20  | TUR Ret | ARG     | FIN    | GER     | JAP    | GBR    | CER    | COR | ESP    | AUS Ret | -     | 0      |
| 2005        | Khalid Al Qassimi                  | Subaru Impreza WRX STi | MON    | SWE     | MEX    | NZL   | ITA    | CYP     | TUR 33  | GRC     | ARG    | FIN     | GER    | GBR    | JPN    | FRA | ESP    | AUS     | -     | 0      |
| 2006        | Khalid Al Qassimi                  | Subaru Impreza WRX STi | MON    | SWE     | MEX    | ESP   | FRA    | ARG     | ITA     | GRC 23  | GER    | FIN     | JPN    | CYP 13 | TUR    | AUS | NZL    | GBR     | -     | 0      |
| 2007        | BP Ford World Rally Team           | Ford Focus RS WRC 06   | MON    | SWE     | NOR    | MEX   | POR    | ARG     | ITA     | GRE     | FIN 16 | GER 16  | NZL    | ESP 14 | FRA    | JPN | IRE 15 | GBR     | -     | 0      |
| 2008        | BP Ford Abu Dhabi World Rally Team | Ford Focus RS WRC 07   | MON 16 | SWE 26  | MEX    | ARG   | JOR 9  | ITA 16  | GRE 12  | TUR     | FIN 11 |         |        |        |        |     |        |         | -     | 0      |
| 2008        | BP Ford Abu Dhabi World Rally Team | Ford Focus RS WRC 08   |        |         |        |       |        |         |         |         |        | GER 14  | NZL    | ESP 21 | FRA 12 | JPN | GBR 16 |         | -     | 0      |
| 2009        | BP Ford Abu Dhabi World Rally Team | Ford Focus RS WRC 08   | IRL 8  | NOR     | CYP 8  | POR 8 | ARG    | ITA 15  | GRC 6   | POL     | FIN 9  | AUS 19  | ESP 14 | GBR 19 |        |     |        |         | 12.º  | 6      |
| 2010        | BP Ford Abu Dhabi World Rally Team | Ford Focus RS WRC 08   | SWE 13 | MEX     | JOR    | TUR   | NZL    | POR 9   | BUL     | FIN Ret | DEU 8  | JPN Ret | FRA 13 | ESP 7  | GBR 11 |     |        |         | 12.º  | 12     |
| 2011        | Team Abu Dhabi                     | Ford Fiesta RS WRC     | SWE 10 | MEX     | POR 14 | JOR 8 | ITA 12 | ARG     | GRE     | FIN 14  | DEU    | AUS 5   | FRA 12 | ESP 12 | GBR    |     |        |         | 14.º  | 15     |
| 2013        | Abu Dhabi Citroën Total WRT        | Citroën DS3 WRC        | MON    | SWE Ret | MEX    | POR 9 | ARG    | GRE Ret | ITA 10  | FIN     | DEU    | AUS     | FRA    | ESP    | GBR    |     |        |         | 21º   | 3      |
| Referencias |                                    |                        |        |         |        |       |        |         |         |         |        |         |        |        |        |     |        |         |       |        |

### Copa Mundial de Bajas Cross-Country de la FIA
| Año     | Coche   | Equipo           | Copiloto           | 1   | 2     | 3   | 4   | 5   | 6   | 7     | 8   | 9   | Posición | Puntos |
| ------- | ------- | ---------------- | ------------------ | --- | ----- | --- | --- | --- | --- | ----- | --- | --- | -------- | ------ |
| 2019    | Peugeot | Abu Dhabi Racing | Xavier Panseri     | RUS | ARE 2 | ITA | ESP | HUN | POL | JOR 4 | PRT |     | 7.º      | 33     |
| 2021    | Peugeot | Abu Dhabi Racing | Dirk Von Zitzewitz | RUS | ARE 2 | SAU | JOR | ESP | HUN | POL   | JOR | PRT | 15.º     | 19,5   |
| Fuente: |         |                  |                    |     |       |     |     |     |     |       |     |     |          |        |